# Phoma mangiferae
Phoma mangiferae är en lavart som beskrevs av S. Ahmad 1948. Phoma mangiferae ingår i släktet Phoma, ordningen Pleosporales, klassen Dothideomycetes, divisionen sporsäcksvampar och riket svampar.   Inga underarter finns listade i Catalogue of Life.